# Hospital arca de Noé

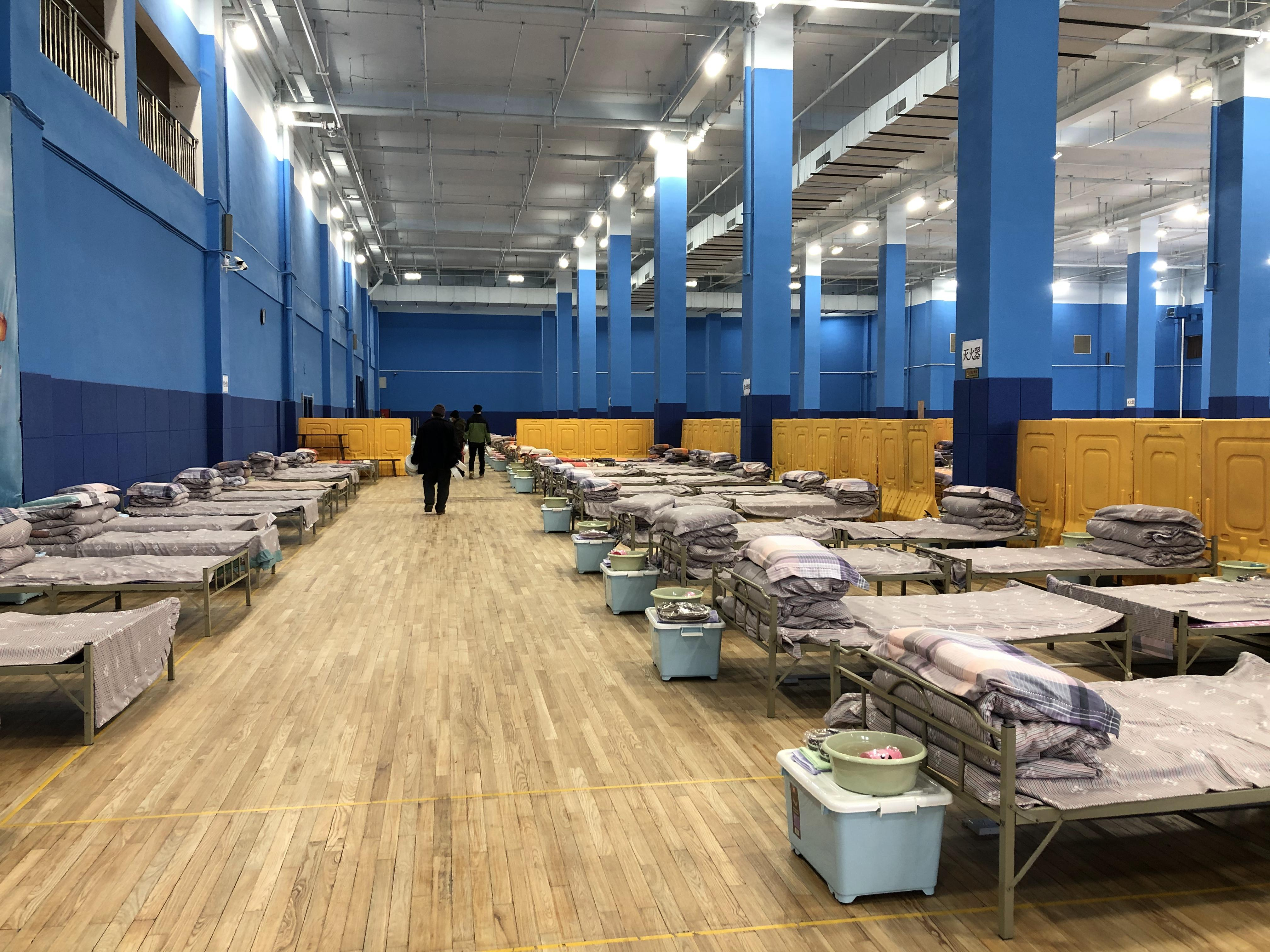
Un hospital Fangcang (hospital provisional) en Wuhan, Hubei, China

Un hospital arca de Noé es una denominación para un hospital improvisado, popularizada en español en 2020 tras la cobertura de la construcción de estos hospitales en China en respuesta a la pandemia de enfermedad por coronavirus.

## Denominación
El término utilizado habitualmente en China para denominar un tipo de hospital improvisado construido a base de módulos prefabricados se suele traducir como «hospital de cabina cuadrada» u «hospital de cabina móvil» (en chino tradicional, 方艙醫院; en chino simplificado, 方舱医院; en pinyin, fāng cāng yīyuàn). El término «hospital arca de Noé» surge de una comparación, y no del término formal.

## Contexto
A finales de diciembre de 2019 se originó en la ciudad china de Wuhan (capital de la provincia de Hubei) un brote de enfermedad por coronavirus que se propagó primero por China, particularmente en la provincia de Hubei, y posteriormente por todo el mundo, siendo declarada una pandemia global (COVID-19) por la Organización Mundial de la Salud el 11 de marzo de 2020.
En respuesta a la epidemia, entre otras medidas, se construyeron en Wuhan dos hospitales improvisados: el hospital Huǒshénshān («Dios del Fuego»), con espacio para 1000 camas, entre el 23 de enero y el 2 de febrero de 2020; y el hospital Léishénshān («Dios de la Tormenta»), con 1500 camas, entre el 25 de enero y el 6 de febrero. La brevedad de su construcción fue ampliamente comentada en los medios internacionales.
Asimismo, se reutilizaron instalaciones deportivas y de otro tipo como hospitales improvisados a lo largo de febrero.
El presidente de la Academia China de Ciencias Médicas Wang Chen abogó por la construcción de hospitales temporales en Wuhan, y los comparó con el arca de Noé:

El hospital de cabina cuadrada se puede ver como una cabina en el arca de Noé. Es la menor modificación del emplazamiento con los mínimos recursos, que puede alcanzar rápidamente el objetivo de expandir la capacidad de tratamiento.

Esperamos que los hospitales provisionales se conviertan en un arca de Noé que lleve la salud y la seguridad de los pacientes, sus familias, sus comunidades y el conjunto de la sociedad.

Una comparación anterior entre un hospital improvisado y el arca de Noé es la del hospital de Xiǎotāngshān, construido en la localidad homónima en Pekín durante la epidemia de síndrome respiratorio agudo grave de 2002-2004, también causado por un coronavirus (SARS-CoV). Construido en una semana, del 23 al 30 de abril de 2003, albergó a 680 pacientes contagiados de síndrome respiratorio agudo grave, de los que 8 murieron. La tasa de mortalidad resultante, del 1,18 %, fue lo suficientemente baja como para valerle al hospital el apelativo de «arca de Noé».

## Fuera de China
En Madrid (España), los gobiernos nacional y regional y la Unidad Militar de Emergencias reutilizaron el recinto ferial de IFEMA como hospital. Apodado arca de Noé, el hospital de IFEMA cuenta con una capacidad de 5500 camas para pacientes hospitalizados y en UCI por COVID-19.